# Villa Lybasinszky
Le villa Lybasinszky (en hongrois : Lybasinszky-villa) est un édifice situé dans le 12e arrondissement de Budapest.